# Mussaenda chingii
Mussaenda chingii är en måreväxtart som beskrevs av Cheng Yih Wu, Hsiang Hao Hsue och H.Wu. Mussaenda chingii ingår i släktet Mussaenda och familjen måreväxter. Inga underarter finns listade i Catalogue of Life.